# Баас
Партията за арабско социалистическо възраждане (на арабски: حزب البعث العربي الاشتراكي), накратко наричана БААС (букв. „възраждане“), е арабско социалистическа партия, основана в сирийската столица Дамаск в началото на 40-те години на XX век.

## Основаване
През 1932 година в Сирия е учредена „Лигата за национално действие“ от представители на дребната буржоазия, съставена предимно от търговци, преподаватели, активисти, силно белязани от дейността на старите тайни общества, като „ал-Фатат“, „ал-Ахд“ и „ал-Кахтания“. Поради разногласия между членовете на Лигата тя се разпада през 1939 г. Това създава предпоставки и през 1940 г. в Дамаск е основана партия БААС. Основателите на партията са сириецът християнин Мишел Афлак и мюсюлманинът сунит Саллах ад-Дин ал-Битари. Панарабските идеи на Афлак, съчетани със социалистическите му разбирания, предначертават пътя на създадената от него идеология на Партията за арабско възраждане. С течение на времето се сформират две крила на партията – сирийско и иракско.
Първоначалната идея на арабската социалистическа партия БААС е светско арабско националистично движение, което да работи в посока обединението на всички арабски държави в една, и така успешно да се противопоставят на западния колониализъм, силно разпространен в региона по това време. На арабски думата بعث означава „възраждане“, „възобновление“ и действително, партията поставя началото на арабския наднационален панарабски национализъм. Макар че възниква в Сирия, баасистката партия има клонове в няколко арабски държави, като най-силно разпространение тя има в Сирия и Ирак.
Скоро след основаването си, партията започва да претендира за ръководна политическа роля в целия арабски свят. Нейният девиз е „Единство, свобода, социализъм“ – лозунг, станал изключително популярен в арабския свят. Този девиз се тълкува в духа на единството на арабските страни и е предпоставка за следващите два етапа – политическото и икономическо освобождение от Запада и изграждането на баасистко икономическо общество. Втората част от девиза е „единна арабска нация с вечна мисия“, която внася в понятието „арабска нация“ специален извисен смисъл.
През юли 1943 година по време на парламентарните избори в Сирия започва оформянето на основните идеи на баасистката доктрина. В този начален етап на развитие на партията социализмът не се споменава като неин основен принцип. Ранната баасистка идея по-скоро се доближава до либералния национализъм. Основателите на партията вярват, подобно на либералните националисти, че свободата и единството представляват необходимите условия за справедливост и прогрес. Още от първия конгрес на новата партия обаче възниква вътрешно противоречие между консервативните либерални националисти и защитниците на сравнително радикалните за времето си идеи за социалистическа трансформация. По-късно БААС се разграничава от либералната националистическа партия, обособявайки собствена програма.
През 1947 година в Дамаск по време на първия конгрес на БААС Мишел Афлак е обявен за ръководител и основател на партията, а Саллах ад-Дин ал-Битари, Джалал ас-Саид и Уахиб ал-Ганим са обявени за част от ръководството. Освен силен антиколониализъм и национализъм, основателите подчертават и антикомунистическия характер на новата партия. Баасистките националисти отричат комунистическата идея не заради атеистичния ѝ характер, а заради „интернационалния“ ѝ характер, т.е. комунистическите партии са по модел на европейските партии и се отдалечават от арабския национализъм.
Факт, произхождащ от характерната за партията идея за арабско единство, е, че партията е създадена да управлява на панарабско ниво, като обединяващото звено трябва да бъде сирийският клон (т.нар. Националното управление), управляващо от своя страна всички останали клонове. В програмата на БААС, нейните основатели залагат на много радикални реформи – национализиране на чужди компании, банки, едрата промишленост и транспорта, държавен контрол над външната и вътрешната търговия, индустриализация, възвръщане на икономическите ресурси на арабските земи на „арабската нация“; забрана на експлоатацията и др.

## Организационни нива
Структурата на БААС представлява една политическа организация, изградена на принципа на клетката. Линията на йерархията в партията върви от горе надолу. На членовете е забранено да установяват контакти между групите, намиращи се на едно и също ниво; всеки контакт трябва да премине през по-високо ниво на контрол. Тази система прави действията на партията донякъде тромави, но от друга страна предотвратява създаването на фракции. Разделянето на членовете на партията чрез такава система може да доведе до това, че те дори да не се познават помежду си. От най-ниското организационно ниво (отделната клетка) до най-високото – националното управление, партията се дели на следните подразделения:

### Партийна клетка
Основната организационна единица на партията е т.нар. партийна „клетка“ (кръг), съставена от три до седем члена. Има два вида клетки – с членове и с поддръжници. Поддръжниците са известни още като кандидат-членове, на които постепенно се обяснява системата на работа, без да им се дават привилегии на членове и без да им се разкрива в дълбочина партийният апарат. Въпреки това те са длъжни да спазват всички заповеди, предадени им от пълноправните членове. Това се прави с цел „пресяване“, обучение и наблюдение на новите кадри. Всяка отделната клетка работи на местно ниво.

### Партийната „дивизия“
Партийната дивизия се състои от две до седем клетки, контролирани от „дивизионен ръководител“. Подобни структури се появяват при бюрокрацията и войската, където се извършва скрит контрол върху публичното ръководство.

### Партийната „секция“
Партийната секция, която се състои от две до пет дивизии, служи на по-високо градско ниво.

### Клонове
Клоновете стоят над секциите в йерархията, като обхващат минимум две секции, и работят на провинциално ниво.

### Регионален конгрес
Ролята на „Регионалния конгрес“, който обединява всички клонове, е да избира регионалното управление, което от своя страна е ядрото на партията и най-върховният механизъм. Регион (قُطر) според партията БААС, която отказва да признае наличието на отделни арабски държави в името на единното арабско отечество, е арабска държава, като Сирия, Ирак или Ливан например. „Националното управление“ на партията стои над всички други подразделения. До 1960 г. то е най-върховното звено, определящо правителствената политика. От 1966 г. след конфликт между сирийския и иракския клон на партията съществуват две национални управления.

## Устав
Първият устав и програма на партията „Социалистическо арабско възраждане“ са приети на първия конгрес на партията в Дамаск през 1947 година.
В устава са заложени следните принципи и разбирания:
- Личната свобода, свободата на словото, вярата, убежденията и правата на всеки гражданин трябва да бъдат зачитани и уважавани в името на растежа и развитието на арабската нация;
- Всеобщите арабски интереси стоят над всички останали;
- Базата на лидерите на партията се намира в Дамаск, но може да бъде преместена, ако националните интереси наложат това;
- Свободата и единството на арабската нация са основни принципи, към които всички трябва да се стремят в името на това, арабската идентичност да има своето място в човешката история;
- Партията вярва, че социализмът е необходимост, произлизаща от самото сърце на арабския национализъм, защото е единственият и идеален социален ред, чрез който арабската нация може да разгърне пълния си потенциал и да постигне продължителен морален и икономически растеж;
- Суверенитетът на арабското отечество принадлежи на нацията, затова партията пряко разчита на хората;
- Партията на социалистическото арабско възраждане е революционна партия, която вярва, че основните ѝ цели, а именно възобновяването на арабския национализъм и построяването на социализма, не могат да бъдат постигнати без революция и борба за:

1. премахването на чуждия империализъм, за да бъде Арабското отечество напълно освободено;
2. обединението на всички араби в единно арабско отечество;
3. премахването на съществуващата корупционна власт, което ще обхване всички сфери на живота – интелектуална, икономическа, социална и политическа;

Уставът точно дефинира границите на арабското отечество, официалния език (арабски), флага и кой човек е арабин (този, който говори арабски език, живее или иска да живее на арабска територия и счита себе си за арабин).

## Конституция
Конституцията на баасистката партия се опира на три основни принципа:
1. Арабското отечество е неделимо политическо и икономическо единство и животът на една арабска страна, напълно изолиран в политически, икономически и културен план от останалите, е невъзможен.
2. Арабската нация е едно културно единство и всички различия, които могат да възникнат, са случайни и ще се разсеят със събуждането на арабското самосъзнание.
3. Арабското отечество е зад арабите и само те имат правото да управляват своите дела, да разполагат със своите богатства и да ръководят своята съдба.

Тези три основни принципа лежат в устава на партията.

## Принципи
Общите принципи на партия БААС могат да бъдат резюмирани в няколко цитата:
- Арабската партия БААС е национална партия. Тя вярва, че национализмът е жива и вечна реалност… Националната идея, към която апелира партията, е свързана с волята на арабския народ за освобождение и обединение;
- Арабската партия БААС е социалистическа партия. Тя е убедена, че социализмът е необходимост, която произтича от самите дълбини на арабския национализъм;
- Арабската партия БААС е народна партия. Тя вярва, че суверенитетът принадлежи на народа, който е единствен източник на всяка власт. Тя е убедена, че ценността на държавата зависи от волята на масите;
- Арабската родина е тази част от земята, която е населена от арабска нация и която се простира между планините Таурус, възвишенията Пошт-и—Кух, залива Басра, Арабско море, планините на Етиопия, Сахара, Атлантическиокеан и Средиземно море.

## БААС в Сирия

### 1963 – 2000 г.
Баасистите идват на власт в Сирия на 8 март 1963 г. след военен преврат. Последвалите национализация на банки и различни компании и въвеждането на закон за ограничаване на частната собственост, водят до размирици в големите градове, което от своя страна води до разцепление между самите членове на партията на умерени и крайни. Конфликтът достига своя връх, когато през февруари 1966 г. генерал Салех Джадид става президент, с подкрепата на началника на военновъздушните сили Хафез ал-Асад. Много от умерените баасисти са арестувани, включително и Мишел Афлак. Въведена е контролирана икономика, а включването на комунистите във властта предизвиква още недоволство и демонстрации през 1967 г., потушени с полицейска сила.
Постепенно започват да се водят вътрешни борби за надмощие между Салах Джадид и Хафез ал-Асад. Подкрепен от войската, през 1970 г. ал-Асад взима надмощие като арестува водещите си конкуренти. За да подсигури позициите си, той свиква единадесети национален конгрес на баасистката партия в Дамаск през 1971 година. По време на конгреса Хафез ал-Асад е избран за главен секретар на партията, а политиката му е обявена за „възобновяваща“ партията, която я възвръща към линия на национализъм, с цел общоарабско обединение. Този конгрес се оказва последната стъпка към тоталния упадък на началната баасистка партия. Идеите и принципите, въведени в началото, се размиват заради стремежа на повечето лидери към надмощие и пренебрегването на основните ѝ цели, за сметка на политически игри.
Основна цел на Хафез ал-Асад по време на управлението му е да установи стабилност в режима и постига това успешно. Той успява да осъществи много социални реформи и инфраструктурни проекти. Често противоречив в политиката си, Хафез ал-Асад, макар и представител на Арабската социалистическа партия БААС, доста се отдалечава от първоначалните принципи на партията, описани в устава. Неговото управление спокойно може да бъде наречено авторитарно, но за разлика от Саддам Хюсеин, ал-Асад подхожда по-различно. Вместо да третира жестоко непокорното население, той често подкупва или заплашва противниците си. Все пак основна цел на партията остава общоарабското единение, което личи и от действията му около палестинския въпрос.

### 2000 – 2024
Първоначално за президент на Сирия е подготвян по-големият син на Хафез ал-Асад – Базил ал-Асад, който загива в автомобилна катастрофа в гр. Хомс през 1994 година. По това време Башар ал-Асад следва медицина в Лондон, специалност офталмология. След смъртта на брат си той се завръща в Сирия, където завършва военното си образование и се отдава на дипломатическа кариера.
След смъртта на ген. Хафез ал-Асад на 10 юни 2000 г. за президент, както и за главен секретар на партията, е избран Башар ал-Асад. Конституцията е променена с цел сваляне на изисквана възраст за заемане на президентския пост от 40 на 34 години. На 10 юли същата година Башар ал-Асад е избран чрез референдум за държавен глава на Сирия. На провелия се на 27 май 2007 г. референдум той е преизбран за нов 7-годишен мандат. Неговото управление се характеризира с важни промени в партията, засягащи икономиката. Баасистката партия заема 134 от 250 места в сирийския парламент.
През януари 2011 година масови протести и вълнения заливат арабския свят. Размириците довеждат до свалянето на управляващите в Тунис, Египет и Либия. Началото на безредиците в Сирия е поставено с ареста на група младежи в гр. Дера с антиправителствени лозунги. Постепенно в страната започват да се организират протести „за“ и „против“ управлението на Башар ал-Асад. Сирия е поставена под международен натиск от страна на САЩ, Турция и ЕС.
През май 2012 година за първи път от 50 години насам са организирани първите многопартийни избори.
През декември 2024 година Асад е свален от власт по време на изненадващо настъпление на сирийските опозиционни групировки, с което престава да съществува и последната баасистка държава (след свалянето на Саддам Хюсеин в Ирак през 2003 година).

## БААС в Ирак

### Създаване
През 1948 година арабският национализъм се изостря във връзка със събитията в Палестина и това създава предпоставка за създаването на иракския клон на партия БААС. Д-р Сами Шукрит, реформист с националистки уклон, основава иракския клон на партията на 7 април 1949 г. В продължение на три години БААС се разклонява по територията на цялата страна, като не се появява в иракския политически живот.

### 1948 – 1979 г.
Първата изява на БААС е през 1952 година по време на манифестация срещу подновяването на договора с Иракската петролна компания. През 1954 година, под ръководството на Фуард Рикаби и Фейсал Хайзуран, партията установява официални връзки с Националното ръководство на партията, която към този момент в Сирия бележи известни изборни успехи. През този период баасистките членове са подложени на гонения от правителството на Нури Саид и са принудени да търсят спасение в нелегалност, от която излизат чак през 1958 година по време на революцията.
През 1957 г. в Ирак партиите са забранени и БААС се присъединява към Единен национален фронт, заедно с партия „Истиклял“, Комунистическата партия и Национално-демократическата партия. След преврат на 14 юли 1958 г. Ирак е обявен за република от генерал Касим и неговия заместник Ариф. Формирано е ново правителство, генерал Касим се самоназначава за главнокомандващ, а Ариф става министър на вътрешните работи. Назначен е „Съвет на суверенитета“, който има за цел да изпълнява функцията на държавния глава. Постепенно се появяват противоречия между Касим и Ариф. Докато Касим се уповава на антиюнионистката политика, то Ариф е привърженик и поддръжник на панарабската кауза и присъединяването на Ирак към ОАР. През октомври 1958 г. Ариф е отстранен от поста си.
Фуад Рикади, генералният секретар на БААС, е назначен в кабинета на генерал Касим на поста министър на преустройството, но впоследствие е отстранен и арестуван. Това поставя началото на борбата между БААС и режима на Касим.
На 7 април 1959 г. Фуад Рикади по чудо се спасява от атентат срещу него, извършен от младия студент Саддам Хусейн Тикрити. Още през тези години ясно се очертават двете главни сили в революцията от 1968 година. Началото на 70-те години на ХХ век са трудни за БААС. Насъризмът, предлагайки на арабските националисти по-различни средства за постигане на арабско единство, посява разногласия в редовете на баасистите. Насъристките привърженици и техните противници се противопоставят още от момента на обявяването на ОАР на 1 февруари 1958 година. Стига се дотам, че в даден момент Фуад Рибаки иска разпускането на партията. На 28 септември 1961 г. ОАР се разпада, което става повод баасистите да потърсят помощ от Гамал Абдел Насър в борбата срещу генерал Касим. На практика те се подготвят за свалянето на режима, като печелят привърженици сред студентите и най-вече в редиците на армията.
В навечерието на 8 срещу 9 февруари 1963 година е извършен държавен преврат, в който БААС играе главната роля. Генерал Касим е свален от власт и екзекутиран. Ариф е поканен да застане на начело на държавата и така започва нова страница за иракската история. Създаден е Национален съвет за революционно управление, който има законодателна и изпълнителна власт. За министър-председател е избран Ахмед Хасан ал-Бакър, а вицепредседател е Али Салех Саади. Партията БААС постепенно започва да се налага сред обществото, а след това започват и търканията между Ариф и партийните ръководители. През септември 1963 г. в Дамаск е проведен национален конгрес на партията, на който лявата „тенденция“ в БААС взема превес. На 11 ноември десните сили успяват със сила да отстранят ръководството на партията и изпращат в изгнание главните ръководители на левицата, сред които е и Саади. В Багдад е свикана извънредна сесия на Националното ръководство, чиято цел е да овладее ситуацията.
На 18 ноември полковник Ариф се обръща за помощ към военните в Ирак, вследствие на което баасистките лидери са арестувани. По този начин Ариф става едноличен управник на страната. Така приключва първото управление на БААС, което освен с краткост, може да се характеризира и с гонения срещу комунистите, скъсване на отношенията с Египет и възобновяване на войната в Кюрдистан. Полковник Ариф, който се издига до чин маршал, налага диктаторска власт и партия БААС отново излиза в нелегалност.
През 1964 година Ахмед Хасан ал-Бакър става секретар на Регионалното ръководство на партията, а негов помощник е Саддам Хюсеин. През май 1964 година е приета нова временна конституция на страната, основаваща се на принципите на арабското единство и социализъм. Тази идеология не печели много привърженици сред иракското общество и Ариф започва да усеща неблагоприятен ефект от идеите си върху страната. През 1965 година Абдерахман Базаз е поканен да сформира правителство, чиято основна цел е да постигне баланс между държавния и частния сектор в икономиката. През 1966 година Ариф загива при катастрофа, президентският пост е наследен от брат му – Абдерахман Ариф. През 1966 година Базаз подава оставка.
На 17 юли 1968 г. баасистите свалят правителството под претекст, че Ариф не е способен да осигури необходимата помощ в борбата с Израел и стабилност в кюрдските райони. Заговорът се организира с помощта на няколко офицери – полковник Абдеразак Наиеф, полковник Ибрахим Абдерахман Дауд и др. Наиеф е обявен за министър-председател, а Дауд за министър на отбраната. Създава се Революционен команден съвет (РКС), играещ ролята на върховен политически орган в страната. Президент на страната става Хасан ал-Бакър, но тъй като здравословното му състояние не е добро, Саддам Хюсеин поема управлението. Много скоро отново избухва съперничество между групата на Наиеф – Дауд и новото правителство. Саддам Хюсеин арестува Наиеф. На 21 септември 1968 г. е приета нова конституция.
БААС, като добре развиваща се партия, успява да се наложи сред всички национални организации освен сред кюрдската власт. През 1970 година партийното ръководство започва преговори с лидера на кюрдската власт Мустафа Барзани. Баасисткото правителство се съгласява да предостави автономия на кюрдите и да ги признае за национална общност. Така в иракски Кюрдистан кюрдите формират собствено правителство. На 11 март 1970 година това положение става официално. На 9 април 1972 г. е подписано споразумение между Ирак и СССР, в което се задължават да сътрудничат в политически, икономически и военен план.
За да укрепи властта си, правителството на партията БААС предприема две основни мерки. Създаден е Националния прогресивен фронт (НПФ), за да преодолее противоречията си с Иракската комунистическа партия (ИКП) и други политически субекти. През 1973 година Националният прогресивен фронт се появява официално на политическата карта.
Отношенията с кюрдите се обтягат, тъй като баасистите не спазват задълженията си. Не се реализира обещаното преброяване и така кюрдите не се съгласяват да приемат баасисткото определение на границите на Кюрдистан. Основна точка на споровете е провинцията Киркук. Правителството на Багдад създава провинциален съвет и народно събрание, които отказват идеите на Барзани. През 1974 година избухва война между Ирак и Кюрдистан. Във войната се намесва и Иран. Иранският шах цели по този начин да отклони вниманието на Ирак от спорната зона на Шат ел Араб. Техеран прекратява атаките си срещу Кюрдистан, когато Ирак обещава да преговарят за границите на Шат ел Араб. Шахът и Саддам Хюсеин се срещат в Алжир и се договарят, че талвегът ще бъде окончателната граница в тази зона. С това споразумение се слага край на войната с кюрдите.
Постепенно Саддам Хюсеин започва да придобива водещата роля в партията и управлението. От 8 до 12 януари 1974 г. в Багдад е проведен Осмият регионален конгрес на иракския клон на БААС. С пълно единодушие е приет политически отчетен доклад, който прави равносметка на извършените дотогава действия и представя бъдещите задачи не само в Ирак, но и в целия арабски свят. За разлика от сирийския клон, иракският в по-малка степен изпитва междуособни борби на съпернически кланове. Институционализирането на партията в рамките на държавата все пак се възпрепятства от кланово разделение на властта. Половината членове на властта са роднини на ал-Бакър, а другата на Саддам Хюсеин. Постепенно вторият успява да завземе всички постове и когато през 1979 година ал-Бакър подава оставка под претекст здравословни проблеми, Саддам Хюсеин официално го заменя на постовете президент на републиката, генерален секретар на БААС, председател на Революционния команден съвет и главнокомандващ на въоръжените сили.

### 1979 – 2003 г.
На 16 юли 1979 г. Хасан ал Бакър подава своята оставка и така Саддам Хюсеин поема президентския пост. Сред първите му решения като държавен глава е да прочисти редиците на БААС от вътрешна опозиция, като нарежда екзекуцията на около 400 членове на собствената си партия. Още на 28 юли президентът арестува Махия Абдел Хюсеин ал Машхади, секретар на РКС, и още няколко офицера под претекст, че са организирали заговор срещу него. Поемайки всички отговорности и държейки военните встрани от политическата власт, Саддам се стреми да скъса със старите традиции, въпреки че военната обстановка, в която попада Ирак след 1980 година, го отклонява от предначертаната линия. Силата на БААС се запазва благодарение на утвърдените способности на нейните ръководители, отличната организация и кадрово осигуряване на въоръжените ѝ сили. В това отношение заслужава да бъде подчертана ролята на народната армия, която е истинска баасистка милиция, сформирана на 8 февруари 1970 г. и разпусната през април 1991 г., чиито главен организатор е Таха Ясин Рамадан.
През 1979 г. ислямската революция сваля шаха на Иран, а новият лидер аятолах Рухолах Хомейни започва словесна война срещу Ирак, обвинявайки Саддам в прекалено близки връзки със Запада. През 1980 г. след встъпването си в длъжност като държавен глава, Саддам съзира потенциална заплаха за режима си в ислямската революция на аятолах Хомейни и въвлича страната в кървава война с Техеран, довела до съсипване на стабилната дотогава иракска икономика и до смъртта на стотици хиляди. Войната продължава цели 8 години – до 1988 г., когато приключва без придобивки, но с много жертви и за двете страни. Апетитите на Саддам обаче не са утолени. Възползвайки се от неясната ситуация след падането на Берлинската стена през 1989 г. и започналото разместване на глобалната мозайка, през 1990 г. той атакува Кувейт и опитва да го анексира. Излъган в преценката си обаче, иракският режим се изправя срещу единното световно мнение и след кратката операция Пустинна буря през 1991 г. е принуден да напусне емирството. Иракското поражение обаче не води до отслабване на властта на Саддам. Бунтовете на кюрди и шиити, окуражавани от западните сили, са потушени с невиждана жестокост, масови убийства и дори химическо оръжие. Стотици хиляди напускат домовете си в търсене на спасение. Изтеглянето на Саддам от Кувейт става на фона на десетки подпалени нефтени кладенци, гъстият пушек от които превръща деня в нощ и предизвиква мащабна екологична катастрофа в региона. Следват 12 години на международно ембарго, надлъгване с оръжейните инспектори на ООН, опити за ново въоръжаване, четиридневна бомбена кампания през 1998 година.
Саддам Хюсеин е свален от власт на 9 април 2003 г., когато американските войски превземат Багдад. Той е в неизвестност до 13 декември същата година, когато е заловен близо до родния си град Тикрит. Открит е в подземие, в неузнаваем вид – гладен, изтощен и мръсен. На 30 декември е обесен в иракска военна база (Camp Justice) североизточно от Багдад – база, която някога е била щаб на военното разузнаване на Саддам, а после използвана за лагер, където да бъдат затваряни и измъчвани стотици жители. След свалянето на баасисткия режим на Саддам Хюсеин последващото правителство забранява иракската баасистка партия през юни 2003.